# Whitneyville
Whitneyville és una població dels Estats Units a l'estat de Maine (EUA). Segons el cens del 2000 tenia 262 habitants.

## Demografia
Segons el cens del 2000, Whitneyville tenia 262 habitants, 105 habitatges, i 61 famílies. La densitat de població era de 7,1 habitants/km².
Dels 105 habitatges en un 30,5% hi vivien nens de menys de 18 anys, en un 41% hi vivien parelles casades, en un 11,4% dones solteres, i en un 41,9% no eren unitats familiars. En el 33,3% dels habitatges hi vivien persones soles el 16,2% de les quals corresponia a persones de 65 anys o més que vivien soles. El nombre mitjà de persones vivint en cada habitatge era de 2,5 i el nombre mitjà de persones que vivien en cada família era de 3,28.
Per edats la població es repartia de la següent manera: un 27,5% tenia menys de 18 anys, un 5,7% entre 18 i 24, un 26,3% entre 25 i 44, un 25,2% de 45 a 60 i un 15,3% 65 anys o més.
L'edat mediana era de 39 anys. Per cada 100 dones de 18 o més anys hi havia 90 homes.
La renda mediana per habitatge era de 30.000 $ i la renda mediana per família de 48.750 $. Els homes tenien una renda mediana de 26.667 $ mentre que les dones 30.250 $. La renda per capita de la població era de 13.115 $. Entorn del 3,5% de les famílies i el 10,3% de la població estaven per davall del llindar de pobresa.